# Minecraft: Story Mode
Minecraft: Story Mode – komputerowa gra przygodowa należąca do gatunku wskaż i kliknij, wydana w formie ośmiu odcinków. Za produkcję odpowiada studio Telltale Games przy współpracy z Mojang AB – twórcami oryginalnego Minecrafta. Fabuła produkcji skupia się na odnalezieniu przez głównych bohaterów Zakonu Kamienia i uratowaniu świata przed groźnym potworem – Wither Stormem.

## Wydanie
Pierwszy odcinek wydany został w październiku 2015 na komputery z systemem operacyjnym Windows i macOS, konsole PlayStation 3, PlayStation 4, Xbox 360, Xbox One i Wii U oraz telefony z iOS i Androidem. 22 sierpnia 2017 została wydana kompletna edycja gry na konsolę Nintendo Switch. W grudniu 2018 udostępniono Minecraft: Tryb fabularny na platformie Netflix w postaci serialu interaktywnego.
Pod koniec 2018 studio Telltale Games zostało zamknięte. Z tego powodu 25 czerwca 2019 wycofano grę z dystrybucji cyfrowej. Wersję dostępną na Netfliksie usunięto 5 grudnia 2022.

## Odcinki
Gra podzielona jest na osiem odcinków (w tym trzy DLC). Każdy z nich składa się z sześciu rozdziałów.
| Lp. | Tytuł                    | Data wydania         | Przebieg wydarzeń |
| --- | ------------------------ | -------------------- | --- |
| 1   | The Order of the Stone   | 13 października 2015 | Podczas wydarzenia Endercon, Jesse, Olivia, Axel, Reuben, Petra i Lukas stawiają czoła zagrażającemu światu potworowi, Wither Stormowi. Zadaniem Jesse i jego/jej (gracz może wybrać płeć Jesse) przyjaciół jest zgromadzenie Zakonu Kamienia, grupy podróżników i zabójców Smoka Kresu. |
| 2   | Assembly Required        | 27 października 2015 | Jesse i jego/jej przyjaciele muszą zwerbować Magnusa/Ellegaard oraz znaleźć Sorena, ostatniego członka Zakonu Kamienia. |
| 3   | The Last Place You Look  | 24 listopada 2015    | Bohaterowie muszą znaleźć Sorena i poprosić go o pomoc w zniszczeniu Wither Stormu. |
| 4   | A Block and a Hard Place | 22 grudnia 2015      | Zadaniem gracza jest odnalezienie laboratorium Ivora na Odległych Lądach, w celu zniszczenia Wither Stormu i poznania sekretów Zakonu Kamienia. |
| 5   | Order Up!                | 29 marca 2016        | Protagoniści stają się nową grupą bohaterów jako Zakon Kamienia. |
| 6   | A Portal to Mystery      | 7 czerwca 2016       | Celem gracza jest stawienie czoła tajemniczej postaci „Białej Dyni" i odkrycie, kto jest mordercą. |
| 7   | Access Denied            | 26 lipca 2016        | Bohaterowie powstrzymują sztuczną inteligencję o nazwie PAMA przed zapanowaniem nad umysłami ludzi. |
| 8   | A Journey's End?         | 13 września 2016     | Jesse i jego/jej przyjaciele muszą walczyć na arenie, aby zdobyć Atlas od Starych Budowniczych (ang. Old Builders), który umożliwi im powrót do domu. |

## Odbiór gry
Zdecydowana większość odcinków, została oceniona pozytywnie, zdobywając od 64 do 73 na 100 możliwych punktów w serwisie Metacritic. Wyjątek stanowi odcinek 2, zatytułowany Assembly Required, który uzyskał mieszane opinie, zdobywając 59 na 100 możliwych punktów.